# منتخب فنزويلا لكرة الطائرة للسيدات
منتخب فنزويلا الوطني لكرة الطائرة للسيدات (بالإسبانية: Selección femenina de voleibol de Venezuela)‏ هو ممثل فنزويلا الرسمي في المنافسات الدولية في الكرة الطائرة في فئة كرة الطائرة للسيدات.